# Fritz Ulysse Landry

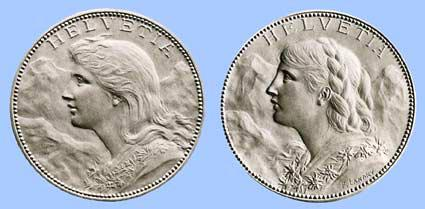
Proiect al lui Landry

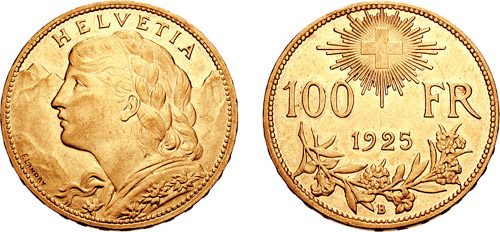
Monedă de aur cu valoarea nominală de 100 franci elvețieni, cunoscută sub numele de Vreneli; gravură de Fritz Landry

Fritz Ulysse Landry (n.Locle, Elveția, la 26 septembrie 1842 – d. Neuchâtel, la 7 ianuarie 1927) a fost un artist elvețian, cunoscut mai ales pentru că a fost autorul gravurii care împodobește cea mai cunoscută piesă monetară de aur, emisă în franci elvețieni, Vreneli.

## Biografie
Descendent al unei familii de gravori din cantonul Neuchâtel, și-a început formarea la Neuchâtel, a continuat-o pe lângă pictorul Barthélemy Menn la École des Beaux-Arts din Geneva, unde și-a obținut diploma, și și-a încheiat-o pe lângă Antoine Bovy la Paris. A rămas câtva timp în atelierul lu Bovy, unde a lucrat ca gravor.
În 1869 a fondat la Neuchâtel o școală de desen profesionist, acum École des arts et métiers, unde a predat până în 1892.
În 1869, a devenit profesor de desen într-un colegiu latin din Neuchâtel, iar din 1874, la gimnaziul cantonal din același oraș.
A creat diverse monede și medalii, precum și mici bronzuri inspirate din tematică socială ; moneda cea mai cunoscută este moneda de aur de 20 de franci, Vreneli, bătută din 1897 până în 1949.